# 召桓公
召桓公（？—？），春秋时期召国国君，姬姓，名襄。鲁宣公十五年（前594年）夏，王孙苏派王子捷杀召戴公及毛伯卫，立召桓公襄。鲁成公八年（前583年）秋，召桓公到鲁国赐命鲁成公。
| 前任： 召戴公 | 召国国君 前594年— | 繼任： 召莊公 |